# Bois de Rouvres

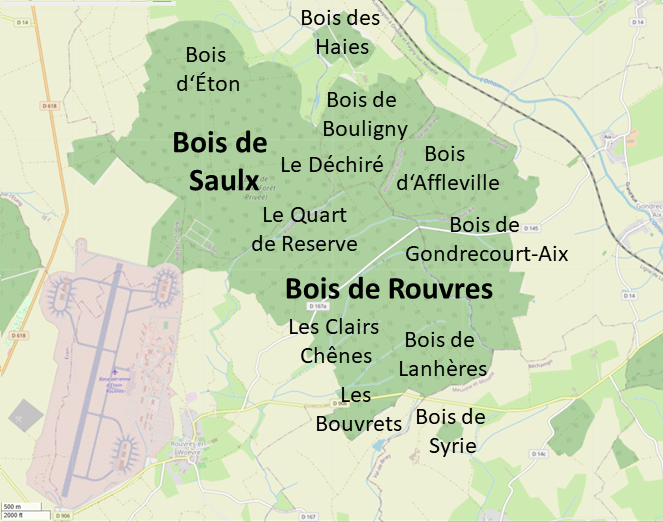
Bois de Rouvres

Der Bois de Rouvres (deutsch: Rouvreswald) ist ein Wald südöstlich des Bois de Saulx zwischen den Ortschaften 
Éton, Baroncourt, Gondrecourt-Aix, Béchamps und Rouvres-en-Woëvre im Département Meuse in der Region Grand Est (vor 2016: Lothringen).

## Gemarkungen
Mit dem Begriff Bois de Rouvres wird vereinfachend das zusammenhängende Waldgebiet beschrieben, das aus folgenden Wäldern besteht:
- Bois des Haies
- Bois d‘Éton
- Bois de Bouligny
- Bois de Saulx (Privatwald)
- Le Déchiré
- Bois d‘Affleville
- Le Quart de Reserve
- Bois de Gondrecourt-Aix
- Bois de Rouvres
- Les Clairs Chênes
- Bois de Lanhères
- Les Bouvrets
- Bois de Syrie

## Geschichte

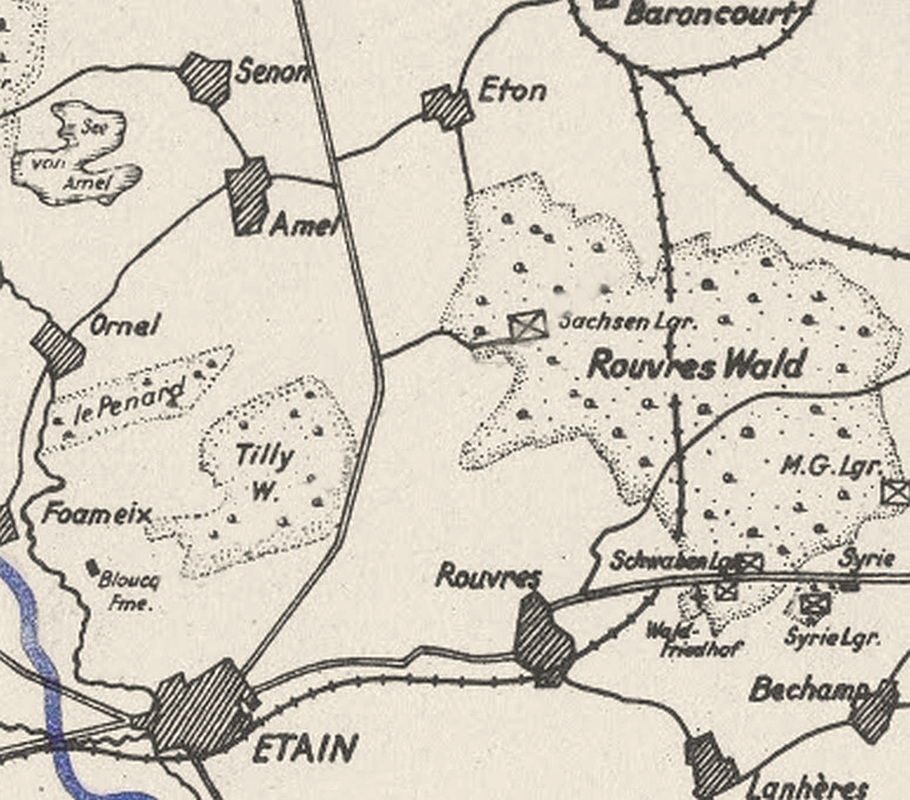
Die Militärlager auf einer Karte von den Generalmajoren G. Glück und D. Wald

Während des Ersten Weltkriegs lag das Waldgebiet an der Westfront der von deutschen Streitkräften besetzten Gebiete. Die Gemarkungen wurden gelegentlich als Sachsenwald, Wald von Gondrecourt, Eton-Wald oder Großer Gemeindewald bezeichnet. Es lag ab 1917 an der Schnittstelle zwischen der Kriemhild- und Michel-II-Stellung. Im westlichen Bereich waren starke Befestigungen und viele Bunker errichtet worden.
Im Waldgebiet gab es mehrere deutsche Militärlager: 
- Rouvres-Wald-Lager
- Sachsen-Lager
- Eton-Wald-Lager
- M.G.-Lager
- Syrie-Lager
- Schwaben-Lager

Das Schwaben-Lager und der große Waldfriedhof des 8. Württembergischen Infanterie-Regiments 126 lagen südlich der D 906 in der Gemarkung les Bouvrettes. Dort gibt es noch Reste einzelner Grabstellen und Einfassungen. Nördlich der D 167a sind am Waldrand in dem von den Deutschen Eichen-Wäldchen genannten Bereich drei dicht beieinander stehende Bunker erhalten, die ab 1917 errichtet wurden und zur Kriemhild-Stellung gehörten.

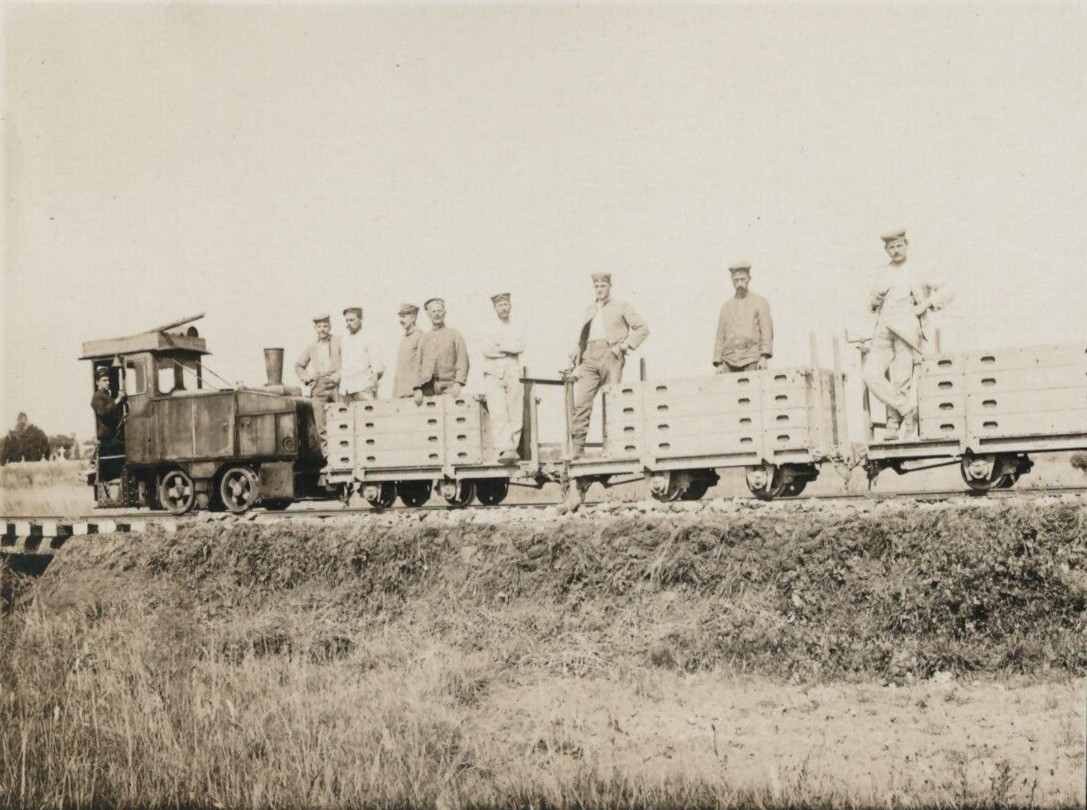
Feldbahn von Baroncourt zum Sachsenlager bei Éton

Mit Benzol-Lokomotiven betriebene Feldbahnen verbanden die Lager mit den umliegenden Normalspur-Bahnhöfen, und von Hand oder mit Pferden betriebene Förderbahnen führten von dort den Stellungen an der Front.
Beim ehemaligen Syrie-Lager südlich der D 906 steht auf einer Wiese das Barbara-Denkmal. Es wurde wahrscheinlich in der ersten Hälfte des Jahres 1916 durch Angehörige des Feldartillerie-Regiments 80 zu Ehren der Schutzpatronin der Artilleristen errichtet.